# Агаев, Гасан Велигулу оглы
Агаев Гасан Велигулу оглы (род. 27 марта 1958, Gülüstan, Нахичеванская АССР) — азербайджанский актёр театра, Народный артист Азербайджана (1999).

## Биография
Гасан Велигулу оглы Агаев (Гасан Агасой) родился 27 марта 1958 года в селе Гюлюстан Джульфинского района. В 1975 году окончил Джульфинскую городскую среднюю школу. В 1975 году поступил на факультет драмы и кино актёрского мастерства Азербайджанского государственного художественного института имени М. А. Алиева.
В студенческие годы брал уроки актёрского мастерства у народного артиста Азербайджанской ССР Рзы Тахмасиба. В то же время Туран Джавид, дочь выдающегося поэта и драматурга Гусейна Джавида, преподавала Гасану Агасою историю азербайджанского театра.
После окончания института в 1979 году был направлен в Нахичеванский государственный музыкальный театр им. Дж. Мамедкулузаде. С этого дня работает актёром в данном театре. Гасан Агасой создал на сцене Нахичеванского театра более 80 различных персонажей.

## Роли в театре
Некоторые из ролей:
| Автор                                | Произведение        | Роль            |
| ------------------------------------ | ------------------- | --------------- |
| Гусейн Джавид                        | «Мать»              | Орхан           |
|                                      | «Иблис»             | Иблис           |
|                                      | «Бездна»            | Экрем бек       |
|                                      | «Шейда»             | Ашраф бек       |
|                                      | Шейх Санан          | Симон, Дервиш   |
| Готхольд Эфраим Лессинг              | Натан мудрый        | Натан           |
| Чингиз Торекулович Айтматов          | Манкурт             | Едигей          |
| Джалил Гусейнкули оглы Мамедкулизаде | Сборище сумасшедших | Фазиль          |
| Нариманов, Нариман Наджаф оглы       | Невежество          | Хаджы Абдулла   |
|                                      | Надир-шах           | Джавад          |
| Нариман Алимамед оглы Гасанзаде      | Атабеки             | Низами Гянджеви |
| Талех Хамид                          | «Яхъя бек Дильгам»  | Боюкага         |
| Эльчин Ильяс оглы Эфендиев           | Среди пчел          | Баба            |

## Награды
- Заслуженный артист Нахичеванской МССР (1984)
- Заслуженный артист Азербайджанской ССР (1989)
- Народный артист Азербайджанской Республики (1999)[источник не указан 234 дня]
- Президентская премия (2005, 2010, 9 мая 2018, 6 мая 2023)[1][2][3][4]
- Медаль «Прогресс» (6 мая 2023)[5][6]